# Nongthymmai
Nongthymmai är en ort i Indien.   Den ligger i distriktet East Khāsi Hills och delstaten Meghalaya, i den östra delen av landet, 1 500 km öster om huvudstaden New Delhi. Nongthymmai ligger 1 576 meter över havet och antalet invånare är 34 209.
Terrängen runt Nongthymmai är kuperad åt nordost, men åt sydväst är den platt. Terrängen runt Nongthymmai sluttar norrut. Runt Nongthymmai är det mycket tätbefolkat, med 1 463 invånare per kvadratkilometer. Närmaste större samhälle är Shillong, 2,4 km väster om Nongthymmai. Trakten runt Nongthymmai består till största delen av jordbruksmark.